# Вариативный шрифт

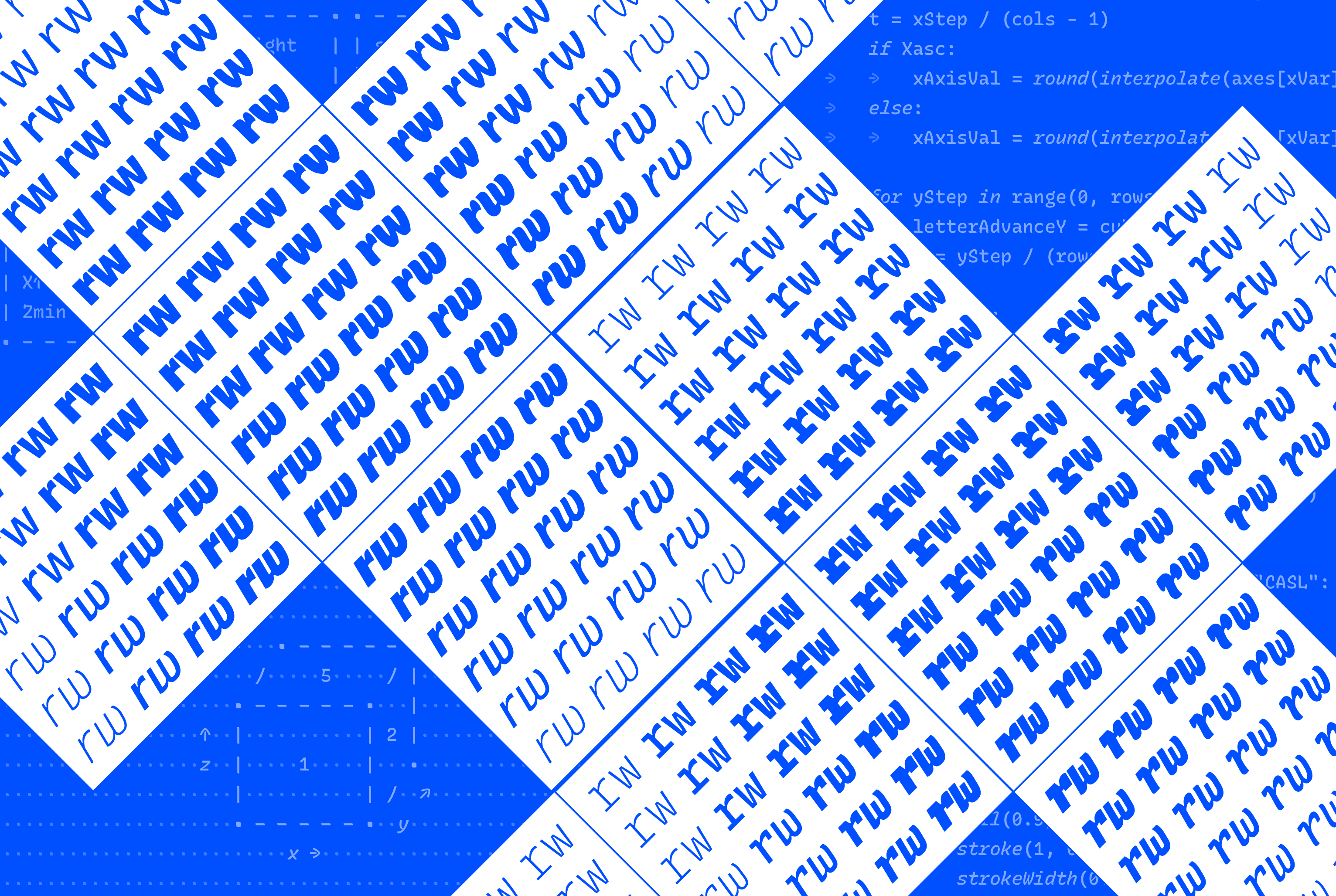
"Пространство дизайна" переменного шрифта Recursive Sans & Mono, изображенное в виде развёртки из двух кубов.

Вариативные шрифты OpenType (англ. OpenType variable fonts) — расширение спецификации OpenType, появившееся в OpenType 1.8. 14 сентября 2016 года Adobe, Apple, Google и Microsoft анонсировали технологию, которая позволяет использовать один шрифтовой файл для бесконечного множества начертаний. Дизайнер может выставлять различные параметры текста — ширину, наклон, жирность, форму засечек — и типографский движок нарисует текст с такими параметрами.
Вариативные шрифты OpenType являются адаптацией для OpenType вариативных шрифтов TrueType GX от Apple, с интеграцией основных аспектов формата OpenType: OpenType Layout tables, а также TrueType и CFF форматы контуров глифов.

## История
Разработка технологии переменных шрифтов началась в 1990-х годах. Adobe представила Multiple Master fonts в 1991 году, а Apple позже — TrueType GX, но из-за взаимной конкуренции между Apple и Adobe и другими компаниями, а также по многим другим причинам эти технологии не получили широкого распространения. Примерно в 2013 году Microsoft начала свои разработки и получила поддержку Apple в 2015 году, чтобы интегрировать свои технологии TrueType GX в OpenType. В январе 2016 года разработчик Google Бехдад Эсфахбод независимо опубликовал предложение OpenType GX, с которым впоследствии связались команды Microsoft и Apple. В феврале того же года проект был поддержан компанией Adobe, и Microsoft, Apple, Google и Adobe начали совместную разработку. На 60-м симпозиуме ATypI, проходившем в Варшаве 14 сентября того же года, переменные шрифты OpenType были официально выпущены в версии OpenType 1.8.

## Технологии

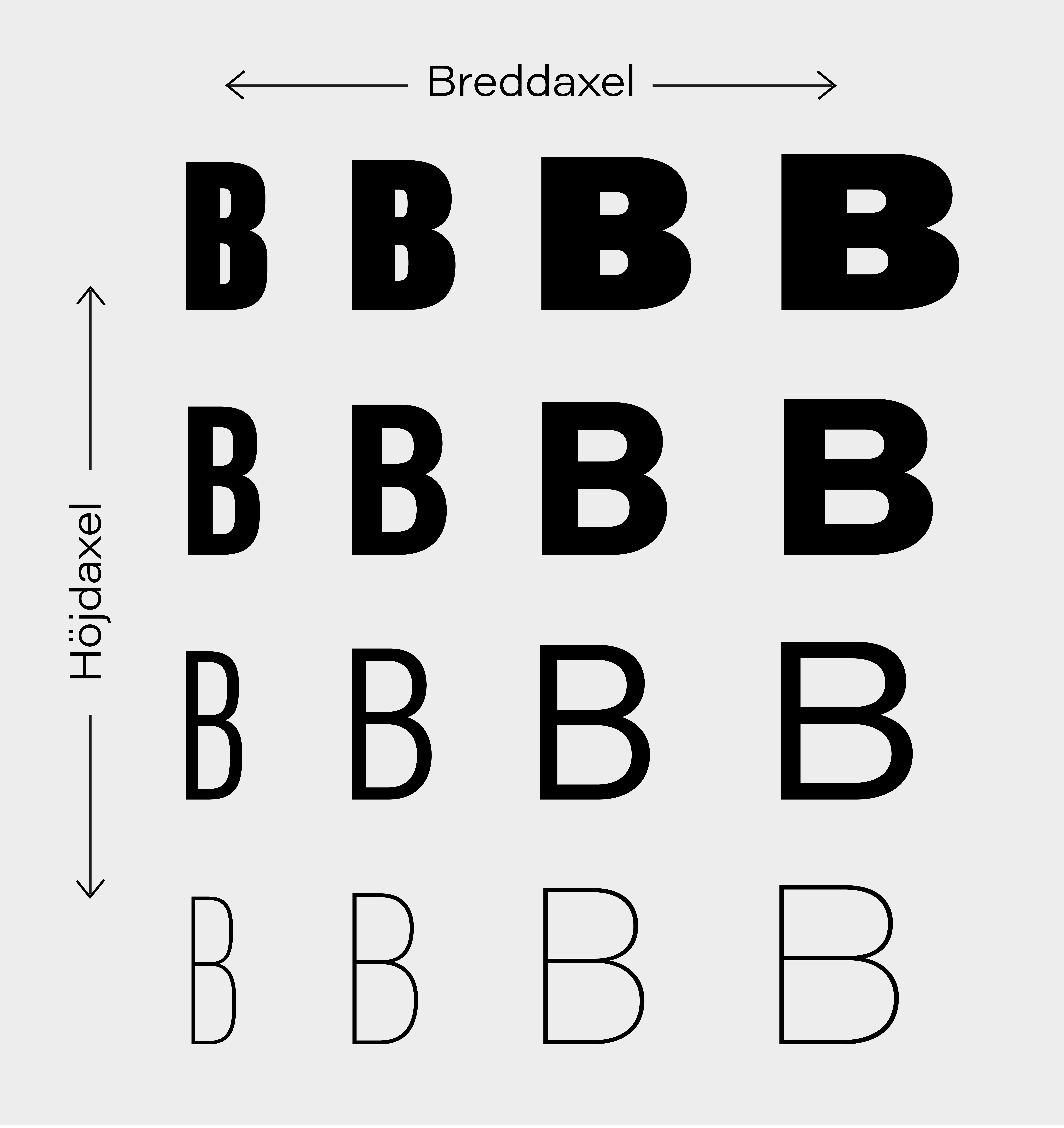
Интерполяция по разным осям

Технология использует механизмы интерполяции и экстраполяции, которые уже много лет поддерживаются в инструментах разработки шрифтов и используются шрифтовыми дизайнерами. В этой парадигме автор шрифта создает изменяемый набор, но затем выбирает конкретные экземпляры для создания статичных, не изменяемых шрифтов, которые распространяются среди клиентов. Однако с переменными шрифтами шрифт, создаваемый и распространяемый дизайнером шрифтов, может иметь встроенную вариативность, а механизмы интерполяции теперь могут быть встроены в операционные системы, веб-браузеры и другие приложения, причем определенные начертания выбираются в момент использования.
Одно из ключевых преимуществ технологии заключается в том, что она позволяет значительно уменьшить общий размер данных файла при использовании нескольких стилей. В Интернете это позволит сайту использовать больше начертаний и в то же время сократить время загрузки страницы. Еще одним преимуществом является доступ к множеству вариаций стилей, что может быть полезно для адаптивного дизайна.
Технологию сравнивают с технологией множественных опорных шрифтов (multiple master fonts, MM fonts) Adobe, также появившейся в 1990-х годах, которая использовала генерацию шрифтовых начертаний "на лету" из мастер-файлов путем интерполяции и экстраполяции. Шрифты Multiple Master, тем не менее, требовали от пользователя создания конкретного «эталона» шрифта для определенных значений оси вариации в программе Adobe Type Manager, прежде чем они могли быть использованы.
Для переменных шрифтов OpenType этого не требуется: указанные или произвольные шрифты выбираются и используются по необходимости.

## Внедрение

### Операционные системы

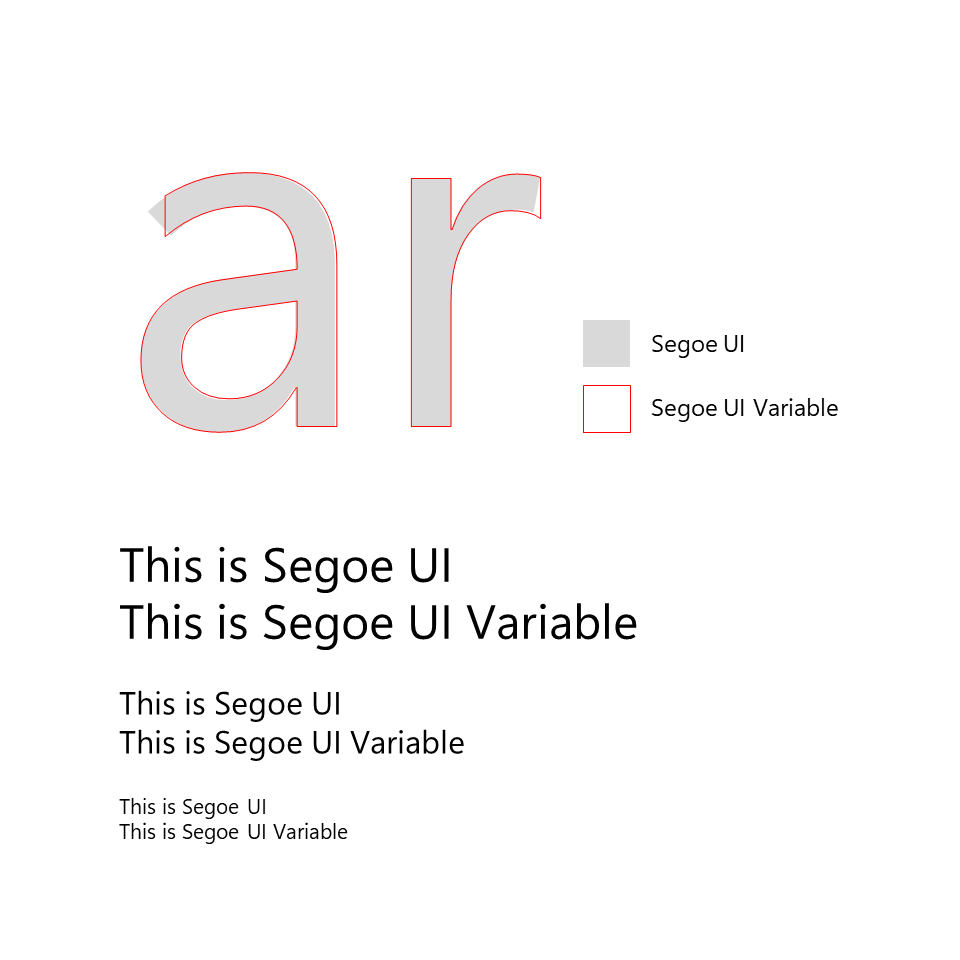
Разница между стандартной и вариативной системной гарнитурой Segoe UI

В ОС Windows 10 версии 1709 (известной как Windows 10 Fall Creators Update) корпорация Microsoft представила первый вариативный шрифт Windows: шрифт «Bahnschrift», который является оцифровкой DIN 1451. Однако поддержка шрифтов CFF2 с использованием начертаний OpenType вызывала проблемы с механизмом рендеринга текста Windows, из-за чего текст пользовательского интерфейса иногда становился пустым; это было исправлено в 2023 году с помощью обновления KB5032278.
Android предоставила разработчикам мобильных приложений поддержку вариативных шрифтов в Android Oreo или на уровне API 26.
Apple обеспечила поддержку переменных шрифтов в своей операционной системе начиная с macOS 10.5/iOS 3.2, но их использование в Safari через WebKit появилось только в macOS 10.13/iOS 11 с Safari 11.
FreeType, программа рендеринга шрифтов, используемая в большинстве Unix-подобных систем, включая Linux, получила поддержку переменных шрифтов в мае 2017 года (FreeType 2.8).

### Редакторы

Китайские переменные шрифты Lanting Hei.

Версия Adobe Creative Cloud 2018, выпущенная 18 октября 2017 года, предусматривает поддержку переменных шрифтов в Photoshop и Illustrator и включает версии шрифтов Acumin, Minion, Myriad, Source Code, Source Sans и Source Serif с переменной концепцией. В Creative Cloud 2020 добавлена поддержка переменных шрифтов для InDesign.
В Inkscape версии 1.0 добавлена поддержка переменных шрифтов.
В LibreOffice версии 7.5 добавлена поддержка переменных шрифтов.
Начиная с версии 59, в Sketch стала доступна поддержка вариативных шрифтов.

### Браузеры и другие программы
Для управления переменными шрифтами в веб-браузере используются как существующие свойства для известных параметров, таких как вес, так и исходный элемент управления font-variation-settings. Историю поддержки свойств CSS см. на страницах MDN.
Фреймворк Qt и IDE Qt Creator поддерживают переменные шрифты, начиная с версий 6.7 и 13 соответственно.
| wght | вес (толщина)     |
| wdth | ширина            |
| slnt | угол наклона      |
| ital | курсивность       |
| opsz | оптический размер |

Шрифтовики могут создавать и внедрять свои собственные оси, в которых можно изменять длину засечек, рост строчных или прописных знаков, высоту выносных элементов, контраст или вообще изменять декоративные элементы. Так, например, можно варьировать низкоконтрастные варианты в сплошном текстовом наборе и начертания с высоким контрастом и акцентированными деталями для крупных заголовков. В частности это свойство гарнитуры New York использует Apple в своих ОС и сайтах.